# Pere Palau Torres
Pere Palau Torres   (Sant Miquel de Balansat, 18 d'agost de 1946 - Sant Antoni de Portmany, 8 d'abril de 2025) va ser un polític eivissenc del PP balear.

## Biografia
Sempre vinculat al sector turístic, Palau va ser director general i vicepresident executiu del grup Betacar S.A i soci de Foment del Turisme de Mallorca. A les eleccions municipals espanyoles de 1979 fou elegit i va ocupar els càrrecs de tinent d'alcalde de Sant Antoni de Portmany i de regidor de turisme en representació de la Unió de Centre Democràtic. Va ser elegit diputat a les eleccions al Parlament de les Illes Balears de 1987 i des d'aleshores va ser escollit a totes les eleccions fins a les de 2011.
Fou president del Consell Insular d'Eivissa i Formentera entre 2003 i 2007 i ocupà diversos càrrecs de la Mesa del Parlament de les Illes Balears.